# 中國因素
中國因素是常見於臺灣媒體及網絡論述中的國際政治名詞。起源於外國因素一詞，在臺灣語境中意指中華人民共和國對當地的內政干涉，利用政治與經濟力量，影響該地區的外交與內政，因而造成對自由，人權與民主的普世價值遭到破壞。在臺灣，「中國因素」被認為已經影響不少其他周邊區域國家。习近平出任中共中央总书记后，中華人民共和國奉行强调斗争精神的“战狼外交”，外交政策转为强硬路线，进一步加深外界对「中国因素」的疑虑。
該“因素”應是21世紀後，因應中國崛起與中國模式而產生。中華人民共和國政府通常認為這是一種反中華人民共和國或反華的論述。該詞彙在中國大陸語境中呈現中性色彩，並無特別的指向或能引起特別聯想。但是臺灣語境下，可看作是中國威脅論的一個當地再現，呈現較多負面意義。

## 概論
在中國大陸對於外國的關係之中，和平共處五項原則是1953年時任中央人民政府政務院總理周恩來在會見與中國存在着領土糾紛的印度政府代表團時，第一次正式向國際社會提出。
1978年改革開放以來，中華人民共和國國力大幅增強。許多人認為由於國家實力的增長，中華人民共和國對周邊國家造成了一定的威脅。例如香港在1997年主權回歸後，中華人民共和國政府的影響力日漸增長，的“中國因素”在許多香港媒體與民眾中頗有市場。中共中央總書記習近平執政以後，中國開始干涉外國的政治，甚至影響西方國家的選舉。

## 各地區反應

### 台灣
在台灣，主要的提倡者為吳介民。吳介民認為，中國大陸以政治及經濟及手段，影響台灣，可能對於台灣的民主發展與人權保障不利。
2008年，中國國民黨籍的馬英九執政之後，反對派人士對他親共的態度不滿，以「中國因素」來進行批判。反媒體壟斷運動中，也以反對中國因素介入台灣來作為運動目標。

### 加拿大
2022年下半年，据全球多家媒體報道中國共產黨與中華人民共和國曾在2019年加拿大聯邦大選中透過其在加拿大的網絡，資助了一批國會候選人以試圖滲透加拿大國會。

### 澳大利亞
國際媒體在2019年11月下旬開始就中華人民共和國政府企圖滲透澳洲議會的指控作出報道。

## 外部連結
- 2012是中國因素元年（吳介民）（页面存档备份，存于）
- 台灣如何因應「中國因素」 （葉國豪）（页面存档备份，存于）